# Stanisław Kwiatkowski (socjolog)
Stanisław Kwiatkowski (ur. 22 stycznia 1939 w Żurawicy k. Przemyśla) – polski socjolog, politolog, oficer polityczny, profesor nauk humanistycznych specjalizujący się w socjologii polityki oraz badaniach opinii i rynku, inżynier, pułkownik Sił Zbrojnych PRL w stanie spoczynku. Pierwszy dyrektor Centrum Badania Opinii Społecznej. Wieloletni członek PZPR, SdRP i SLD.

## Życiorys

### Edukacja
Ukończył studia zawodowe na Wojskowej Akademii Technicznej w Warszawie (1959–1961). Następnie kontynuował naukę w Wojskowej Akademii Politycznej im. Feliksa Dzierżyńskiego: magister (1970), doktor n. humanistycznych (1973), habilitacja (1978), profesor nadzwyczajny nadany 27 stycznia 1989 przez Radę Państwa kwalifikowany po 1990 jako profesor.

### Osiągnięcia
Był organizatorem i pierwszym dyrektorem CBOS (1983–1990) oraz Instytutu GfK Polonia (Instytut Badania Opinii, Rynku i Konsumpcji 1990–1995).
W latach 1984–1992 był członkiem Komitetu Nauk Politycznych Polskiej Akademii Nauk, a w latach 1987–1990 Komitetu Nauk Socjologicznych. Jest członkiem Polskiego Towarzystwa Socjologicznego, Instytutu Badań Społecznych i Międzynarodowych oraz członkiem założycielem Stowarzyszenia Menadżerów w Polsce oraz Polskiego Towarzystwa Badaczy Rynku i Opinii.
W latach 1986–1989 był członkiem Rady Konsultacyjnej przy Przewodniczącym Rady Państwa Wojciechu Jaruzelskim. Członek powołanego po wprowadzeniu w Polsce stanu wojennego „Zespołu Partyjnych Socjologów przy KC PZPR”.

### Odznaczenia i wyróżnienia
- Krzyż Komandorski Orderu Odrodzenia Polski
- Krzyż Kawalerski Orderu Odrodzenia Polski
- Złoty Krzyż Zasługi
- odznaka Zasłużony Działacz Kultury
- honorowy obywatel gminy Żurawica k. Przemyśla.
- Srebrne Pióro Żołnierza Wolności w dziedzinie psychologii, pedagogiki i socjologii (1976)[2]

### Działalność dydaktyczna
- Wyższej Szkole Turystyki i Rekreacji (1995–1998);
- Wyższej Szkole Społeczno-Gospodarczej (2000–2005);
- Uniwersytet Rzeszowski (2005–2009);
- Akademia Humanistyczna im. Aleksandra Gieysztora w Pułtusku – od 2008.

## Publikacje
Opublikował ponad 300 prac z zakresu psychospołecznych problemów wzajemnego oddziaływania ludzi w różnych relacjach i sytuacjach, m.in.:
- Zarządzanie bezpieczeństwem w sytuacjach kryzysowych. Szkice socjotechniczne o mądrości przed szkodą, Pułtusk 2011, str. 169
- W stanie wyższej konieczności. Wojsko w sytuacji konfliktu społecznego w Polsce 1981–1983, Toruń 2011
- 45 lat zwycięskiego października, Warszawa 1962
- Szkicownik z CBOS-u. Rysunki socjologiczne z tamtych lat, 2004, str. 894;
- Kultura kierowania w wojsku, z psychospołecznych problemów dowodzenia, 1979, str. 324;
- Słowo i emocje w propagandzie, 1974 i wyd. II 1977, str. 268;
- O kulturze dowodzenia, 1976, str. 107;
- Nad kunsztem słowa, 1973, str. 109;
- Poradnik dla prowadzących rozmowy indywidualne, 1978, str. 74;
- Poradnik praktyki dyscyplinarnej dowódcy pododdziału, 1978, str. 95;
- Przy półokrągłym stole z gen. W. Jaruzelskim, 2003, str. 180;
- Senatus consilia. Od konfrontacji do negocjacji, 2002, str. 53.
- O bezpieczeństwie obywateli i zarządzaniu kryzysowym, WSS-G 2005, str. 130;

## Życie prywatne
Jego synem jest były prezes zarządu TVP oraz polityk lewicy Robert Kwiatkowski.